# Lappeenranta Rajaritarit 2008
Questa voce raccoglie le informazioni riguardanti i Lappeenranta Rajaritarit nelle competizioni ufficiali della stagione 2008.

## I-divisioona 2008

### Stagione regolare
| Oulu 24 maggio 2008, ore 13:30 1ª giornata | Oulu Northern Lights | 22 – 8 | Lappeenranta Rajaritarit | Castrenin urheilukeskus |

| Kuopio 7 giugno 2008, ore 17:00 3ª giornata | Kuopio Steelers | 7 – 28 (0-0 7-0 0-14 0-14) referto | Lappeenranta Rajaritarit | Kuopion keskuskenttä (200 spett.)\| Arbitro: \| M. Makarainen \| |
| Arbitro:                                    | M. Makarainen   |                                    |                          |                                                                  |

| Lappeenranta 15 giugno 2008, ore 16:00 4ª giornata | Lappeenranta Rajaritarit | 21 – 7 (7-0 7-0 7-7 0-0) referto | Kouvola Indians | Kimpisen urheilukeskus (128 spett.)\| Arbitro: \| V. Lamminsalo \| |
| Arbitro:                                           | V. Lamminsalo            |                                  |                 |                                                                    |

| Pori 28 giugno 2008, ore 15:00 5ª giornata | Pori Bears  | 44 – 34 (18-7 13-7 7-0 6-20) referto | Lappeenranta Rajaritarit | Herralahden kenttä (300 spett.)\| Arbitro: \| K. Parkkali \| |
| Arbitro:                                   | K. Parkkali |                                      |                          |                                                              |

| Lappeenranta 5 luglio 2008, ore 15:00 6ª giornata | Lappeenranta Rajaritarit | 51 – 28 (10-6 28-8 0-6 13-8) referto | Oulu Northern Lights | Kimpisen urheilukeskus (132 spett.)\| Arbitro: \| A. Anttila \| |
| Arbitro:                                          | A. Anttila               |                                      |                      |                                                                 |

| Lappeenranta 3 agosto 2008, ore 15:00 8ª giornata | Lappeenranta Rajaritarit | 38 – 24 (6-0 7-10 11-7 14-7) referto | Kuopio Steelers | Kimpisen urheilukeskus (165 spett.)\| Arbitro: \| Tahtinen \| |
| Arbitro:                                          | Tahtinen                 |                                      |                 |                                                               |

| Kouvola 9 agosto 2008, ore 15:00 9ª giornata | Kouvola Indians | 9 – 42 (0-14 9-7 0-14 0-7) referto | Lappeenranta Rajaritarit | Kouvolan keskuskenttä (158 spett.)\| Arbitro: \| M. Lindholm \| |
| Arbitro:                                     | M. Lindholm     |                                    |                          |                                                                 |

| Lappeenranta 17 agosto 2008, ore 15:00 10ª giornata | Lappeenranta Rajaritarit | 44 – 28 (10-0 7-0 14-6 13-22) referto | Pori Bears | Kimpisen urheilukeskus (132 spett.) |

### Playoff
| Lappeenranta 23 agosto 2008, ore 17:00 Semifinale | Lappeenranta Rajaritarit | 52 – 33 (14-7 14-7 10-12 14-7) referto | Kuopio Steelers | Lauritsalan kenttä (147 spett.)\| Arbitro: \| J. Korpela \| |
| Arbitro:                                          | J. Korpela               |                                        |                 |                                                             |

| Lappeenranta 30 agosto 2008, ore 15:00 Spagettimalja | Lappeenranta Rajaritarit | 52 – 35 (21-7 10-21 7-7 14-0) referto | Pori Bears | Kimpisen urheilukeskus (317 spett.)\| Arbitro: \| M. Makarainen \| |
| Arbitro:                                             | M. Makarainen            |                                       |            |                                                                    |

### Statistiche di squadra
| Competizione      | %Vittorie | In casa | In casa | In casa | In casa | In casa | In casa | In trasferta | In trasferta | In trasferta | In trasferta | In trasferta | In trasferta | Totale | Totale | Totale | Totale | Totale | Totale |
| Competizione      | %Vittorie | G       | V       | N       | P       | Pf      | Ps      | G            | V            | N            | P            | Pf           | Ps           | G      | V      | N      | P      | Pf     | Ps     |
| ----------------- | --------- | ------- | ------- | ------- | ------- | ------- | ------- | ------------ | ------------ | ------------ | ------------ | ------------ | ------------ | ------ | ------ | ------ | ------ | ------ | ------ |
| Stagione regolare | .750      | 4       | 4       | 0       | 0       | 154     | 87      | 4            | 2            | 0            | 2            | 112          | 82           | 8      | 6      | 0      | 2      | 266    | 169    |
| Playoff           | 1000      | 2       | 2       | 0       | 0       | 104     | 68      | 0            | 0            | 0            | 0            | 0            | 0            | 2      | 2      | 0      | 0      | 104    | 68     |
| Totale            | .800      | 6       | 6       | 0       | 0       | 258     | 155     | 4            | 2            | 0            | 2            | 112          | 82           | 10     | 8      | 0      | 2      | 370    | 237    |

### Statistiche personali

#### Marcatori
Mancano le statistiche dell'incontro Northern Lights-Rajaritarit della 1ª giornata.
| Giocatore        | Ruolo | TD rush | TD recv | TD int | TD p.ret | TD k.ret | TD oth | Xp1   | Xp2 | FG  | Saf | Totale |
| ---------------- | ----- | ------- | ------- | ------ | -------- | -------- | ------ | ----- | --- | --- | --- | ------ |
| M. Koskinen      |       | 0       | 11+2    | 0      | 0        | 0        | 0      | 0     | 0   | 0   | 0   | 78     |
| T. Kudyba        |       | 6+2     | 0       | 1      | 0        | 0        | 0      | 0     | 0   | 0   | 0   | 54     |
| J. Kalpio        |       | 0       | 0       | 0      | 0        | 0        | 0      | 24+14 | 0   | 2+2 | 0   | 50     |
| Oksman           |       | 0+5     | 1+1     | 0      | 0        | 0        | 0      | 0     | 0   | 0   | 0   | 42     |
| Rasilainen       |       | 0       | 4+2     | 0      | 0        | 0        | 0      | 1     | 6   | 1   | 0   | 40     |
| Luoto            |       | 0       | 3+1     | 0      | 0        | 0        | 0      | 0     | 1   | 0   | 0   | 26     |
| J. Metsamuuronen |       | 0       | 1+1     | 0      | 0        | 0        | 0      | 0     | 1   | 0   | 0   | 14     |
| #9               |       | 0       | 2       | 0      | 0        | 0        | 0      | 0     | 1   | 0   | 0   | 14     |
| T. Valtonen      |       | 2       | 0       | 0      | 0        | 0        | 0      | 0     | 0   | 0   | 0   | 12     |
| #21              |       | 0       | 2       | 0      | 0        | 0        | 0      | 0     | 0   | 0   | 0   | 12     |
| B. Dinter        |       | 0       | 1       | 0      | 0        | 0        | 0      | 0     | 0   | 0   | 0   | 6      |
| E. Malmi         |       | 0       | 1       | 0      | 0        | 0        | 0      | 0     | 0   | 0   | 0   | 6      |
| #2               |       | 0       | 0       | 0      | 0        | 0        | 0      | 2     | 0   | 0   | 0   | 2      |

#### Passer rating
Mancano le statistiche dell'incontro Northern Lights-Rajaritarit della 1ª giornata.
| Giocatore | G   | Att    | Comp  | Int | Yds      | TD   | NFL    | NCAA   |
| --------- | --- | ------ | ----- | --- | -------- | ---- | ------ | ------ |
| T. Kudyba | 6+2 | 134+44 | 87+27 | 1+0 | 1426+494 | 22+7 | 137,64 | 207,29 |
| #10       | 1   | 32     | 22    | 1   | 347      | 4    | 131,12 | 194,84 |
| Luoto     | 0+1 | 0+1    | 0+0   | 0+0 | 0+0      | 0+0  |        |        |